# Transardennaise
La Transardennaise est un itinéraire de randonnée, long de 160 kilomètres, qui parcourt l' Ardenne belge, reliant La Roche-en-Ardenne à Bouillon en 7 étapes.

## Étapes

### Étape 1: La Roche-en-Ardenne - Sprimont (25,5 km)
Partant du centre-ville de La Roche, le sentier rejoint Hives. Le sentier se poursuit vers le sud, passant par Cens avant de descendre sur l'Ourthe occidentale. Il longe la rivière à distance, passant ensuite par Wyompont, Roumont et Sprimont où se termine l'étape.

### Étape 2: Sprimont - Saint-Hubert (23 km)
La première partie de l'étape est une descente sur Lavacherie, sur l'Ourthe occidentale, après passage par Aviscourt. Jusqu'à la fin de l'étape, Saint-Hubert, le sentier se poursuit essentiellement à travers la forêt. 

### Étape 3: Saint-Hubert - Nassogne (23,5 km)
Le sentier quitte Saint-Hubert et part vers le nord, à travers la forêt domaniale de Saint-Michel, menant au Fourneau Saint-Michel quelques kilomètres plus loin. Le tracé continue vers le nord pour atteindre Nassogne.

### Étape 4: Nassogne - Mirwart (18 km)
Le tracé oblique vers le sud peu après le départ de Nassogne. Il passe par Masbourg, Awenne et Mirwart, fin de l'étape.

### Étape 5: Mirwart - Daverdisse (23 km)
Après avoir quitté Mirwart, le sentier traverse la Lomme et plus loin la E411 pour rejoindre Transinne. Il descend alors sur la Lesse avant une rude montée vers Redu. Peu après, le tracé longe un site de l'Agence spatiale européenne, redescend sur la Lesse pour la longer jusqu'à Daverdisse. 

### Étape 6: Daverdisse - Carlsbourg (26,4 km)
Le sentier se dirige vers le sud, passant par Porcheresse, rejoint l'Our, rivière sur laquelle se trouvent les villages d'Our, Beth et Opont, tous trois traversés. Le tracé quitte ensuite la rivière pour passer non loin du centre de Carlsbourg, l'étape se terminant au lieu-dit "Mon Idée". 

### Étape 7: Carlsbourg - Bouillon (17 km)
Après le départ de Mon Idée, le parcours continue vers le sud, traversant Mogimont après un passage sylvestre, Sensenruth et Curfoz. Peu après Curfoz, on atteint le belvédère d'Auclin, au sommet duquel une magnifique vue sur Bouillon s'offre aux yeux des randonneurs. La descente jusqu'à Bouillon est très raide, sur un sentier serpentant à travers la forêt. L'entrée dans la ville se fait sur le pont de Cordemois, franchissant la Semois.

## Communes traversées
La Transardennaise traverse 13 communes sur 2 provinces : La Roche-en-Ardenne, Tenneville, Bastogne, Sainte-Ode, Saint-Hubert, Nassogne, Tellin, Libin, Daverdisse, Paliseul (Luxembourg), Bièvre (Namur) et Bouillon (Luxembourg).

## Milieux naturels
Ce sentier se situe intégralement dans le district phytogéographique thiérachien-ardennais. Ce district phytogéographique est caractérisé par un sol acide et un climat froid et humide (moyenne annuelle des températures ~8-9 °C et > 1 000 mm de précipitations annuelles). Ces conditions sont favorables au développement de hêtraies acidiphiles à luzule et à canche. Les plantations d'épicéas (Picea abies) sont abondantes. 
Le sentier alterne entre milieux forestiers et milieux ouverts.